# Zeltingen-Rachtig
Zeltingen-Rachtig ist eine Ortsgemeinde im Landkreis Bernkastel-Wittlich in Rheinland-Pfalz. Sie gehört der Verbandsgemeinde Bernkastel-Kues an. Zeltingen-Rachtig ist ein staatlich anerkannter Erholungsort.

## Geographie
Die Gemeinde gliedert sich in die beiden namensgebenden Ortsteile Zeltingen und Rachtig. Dazugehörende Wohnplätze sind das Forsthaus Sabel und die Ürzigermühle.

### Geographische Lage
Zeltingen-Rachtig liegt, umgeben von Weinbergen, in der großen Moselschleife zwischen Bernkastel-Kues und Traben-Trarbach unweit der Universitätsstadt Trier. Beide Ortsteile befinden sich am rechten Ufer des Flusses, am Übergang vom Prallhang (steil) zum Gleithang (flach).

### Raumplanung

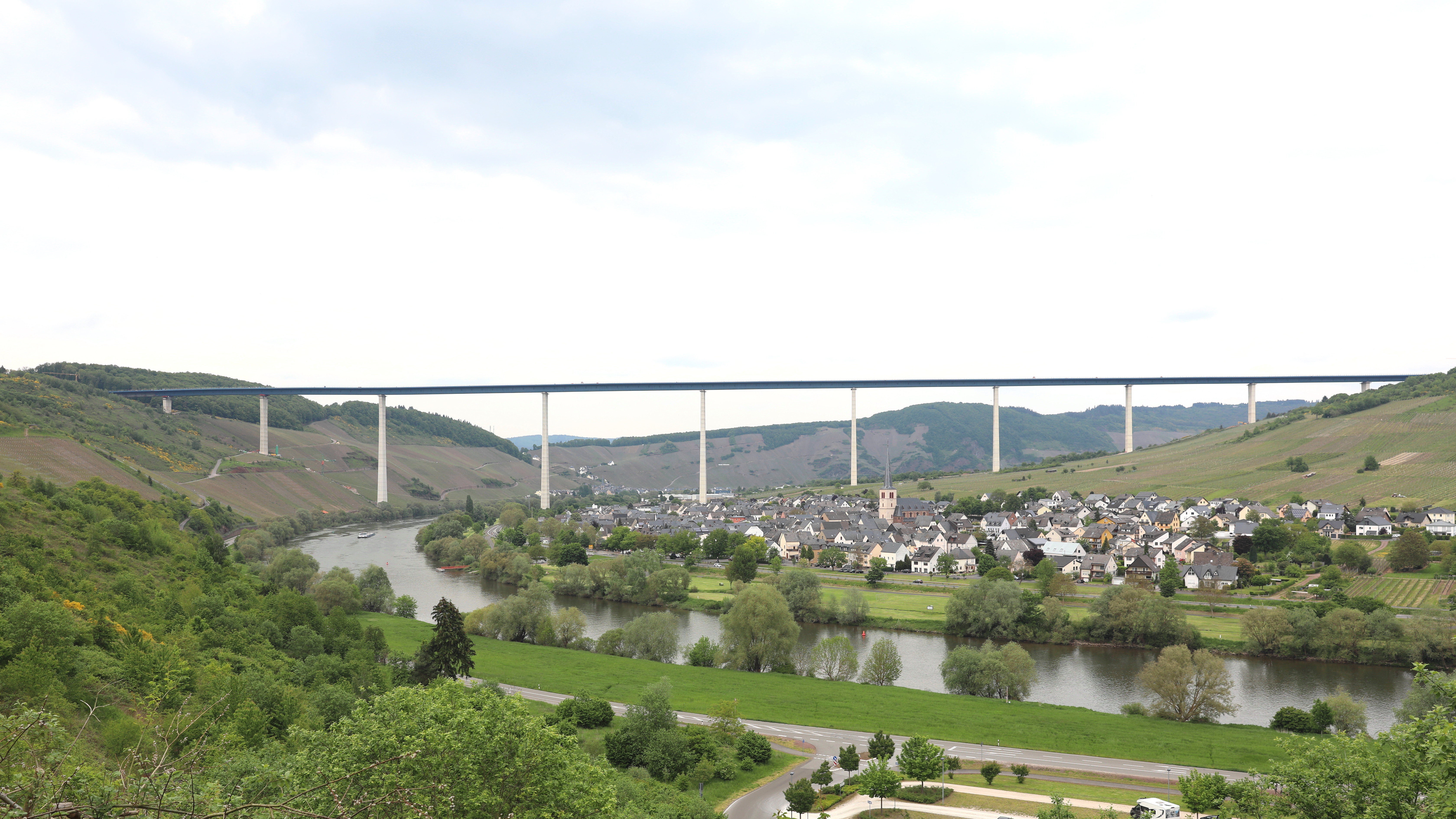
Rachtig vor der fast fertiggestellten Hochmoselbrücke im Mai 2019

Benachbarte Gemeinden sind Erden, Ürzig oder auch Graach an der Mosel. Nächstgelegene Mittelzentren sind Bernkastel-Kues, etwa 6 km entfernt, und Traben-Trarbach, etwa 16 Kilometer entfernt, und Wittlich, etwa zehn Kilometer entfernt. Trier liegt in etwa 45 Kilometer Entfernung.
Wichtigstes Infrastrukturbauwerk ist die im November 2019 fertiggestellte und eröffnete Hochmoselbrücke, die dem überregionalen Verkehr dient und das Moseltal in bis zu 158 Metern Höhe quert.

### Klima
Zeltingen-Rachtig liegt in der Übergangszone vom gemäßigten Seeklima zum Kontinentalklima; es herrscht ein im Vergleich zu anderen Regionen Deutschlands sehr warmes und sonniges Klima – im nicht weit entfernten Brauneberg wurde am 11. August 1998 die Rekordtemperatur von 41,2 °C im Schatten, die höchste jemals in der Bundesrepublik gemessene Lufttemperatur, festgestellt.
Durch die Eifelbarriere liegt die Gemeinde im Schutz und Regenschatten von Westwinden, die außerdem einen Föhneffekt bewirken können. Gleichzeitig wird eine Lufterwärmung durch geringen Luftaustausch mit dem Umland begünstigt. Damit verbunden ist aufgrund der ständigen Verdunstung des Moselwassers eine regelmäßig hohe Luftfeuchtigkeit, die insbesondere im Sommer für teilweise belastendes, schwüles Wetter sorgt und zahlreiche Gewitter mit sich bringt.

## Geschichte
Überreste menschlicher Siedlungen bei Bernkastel-Kues datieren aus der Zeit der Bandkeramiker um circa 3000 v. Chr. Das Moselufer und die Höhen über Zeltingen und Rachtig sind nachweisbar schon im Neolithikum (circa 3500 v. Chr.) begangen und wegen des günstigen Klimas auch bewohnt worden. Bereits etwa 500 v. Chr. siedelten die Treverer, ein keltisch-germanisches Mischvolk, von dem sich auch der lateinische Name der Stadt Trier Augusta Treverorum herleitet, in der Region um Zeltingen-Rachtig. Celtanc und Raptacum sind die ältesten überlieferten Namen des heutigen Zeltingen-Rachtig; sie dokumentieren den keltischen Ursprung. Die erste urkundliche Erwähnung Rachtigs stammt aus dem Jahre 1067, Zeltingen wird mit dem Jahr 1116 erstmals urkundlich greifbar. Bis zum Ende des 18. Jahrhunderts waren die beiden Ortschaften eine Enklave des Kurfürstentums Köln. Erzbischof Kunibert von Köln (623–663) dürfte der Begründer der Kölner Herrschaft gewesen sein. Die Geschichte der beiden Ortschaften ist vor allem im 14., 15. und 16. Jahrhunderts durch ständige Verpfändungen des kurkölner Besitzes bestimmt. Im 13. Jahrhundert fielen große Besitztümer und das Patronat der Pfarrei durch Schenkung an den Deutschen Orden. Der Deutschordensbesitz wurden von Rachtig aus verwaltet.
Nach 1792 besetzten französische Revolutionstruppen das gesamte linksrheinische Gebiet. Von 1798 bis 1814 gehörten Zeltingen und Rachtig zum Kanton Bernkastel im französischen Saardepartement. Die Säkularisation brachte 1802 das Ende des kirchlichen Grundbesitzes, es wurde als Nationalgut eingezogen und öffentlich und meistbietend versteigert. Dies brachte eine wirtschaftliche und soziale Umschichtung mit sich, die im 19. Jahrhundert zur Ausbildung eines Großwinzerstandes und eines einheimischen Weinhandels führte.
Nach der Niederlage Napoleons und den 1815 auf dem Wiener Kongreß getroffenen Vereinbarungen wurde die Region dem Königreich Preußen zugeordnet. Unter der preußischen Verwaltung kamen Zeltingen und Rachtig zum 1816 neu geschaffenen Kreis Bernkastel Im Regierungsbezirk Trier, der von 1822 bis zum Ende des Zweiten Weltkriegs zur Rheinprovinz gehörte. Die Gründerzeit des Deutschen Reiches Ende des 19. Jahrhunderts brachte den Orten aufgrund der Weinwirtschaft eine enorme wirtschaftliche Blüte. Seit 1946 ist Zeltingen-Rachtig Teil des damals neu gebildeten Landes Rheinland-Pfalz.
Bis 1939 bestand in Zeltingen-Rachtig eine jüdische Gemeinde. 1895 lebten in Zeltingen und Rachtig 78 jüdische Einwohner, im Jahre 1933, als die Nationalsozialisten die Macht übernahmen, umfasste die jüdische Gemeinde 48 Personen. Aufgrund der antijüdischen Politik des NS-Staates waren die Zeltinger und Rachtiger Juden gezwungen, wegzuziehen bzw. auszuwandern; 1938 wurden nur noch 18 jüdische Einwohner gezählt, 1939 verließ der letzte Jude seinen Heimatort.
Vom Dezember 1944 bis in den Januar 1945 befand sich in Zeltingen ein Außenlager des SS-Sonderlager Hinzert. Etwa 90 Gefangene wurden überwiegend zum Stollenbau eingesetzt.

### Bevölkerungsentwicklung
Die Entwicklung der Einwohnerzahl von Zeltingen-Rachtig, die Werte von 1871 bis 1987 beruhen auf Volkszählungen:
| Jahr | Einwohner |
| ---- | --------- |
| 1815 | 1.532     |
| 1835 | 2.021     |
| 1871 | 2.280     |
| 1905 | 2.800     |
| 1939 | 2.832     |
| 1950 | 3.082     |

| Jahr | Einwohner |
| ---- | --------- |
| 1961 | 2.936     |
| 1970 | 2.809     |
| 1987 | 2.375     |
| 1997 | 2.339     |
| 2005 | 2.303     |
| 2017 | 2.241     |

## Politik

### Gemeinderat
Der Ortsgemeinderat in Zeltingen-Rachtig besteht aus 16 Ratsmitgliedern, die bei der Kommunalwahl am 9. Juni 2024 in einer personalisierten Verhältniswahl gewählt wurden, und der ehrenamtlichen Ortsbürgermeisterin als Vorsitzender.
Die Sitzverteilung im Ortsgemeinderat:
| Wahl | CDU | BL | FWG | Gesamt   |
| ---- | --- | -- | --- | -------- |
| 2024 | 5   | 5  | 6   | 16 Sitze |
| 2019 | 5   | 5  | 6   | 16 Sitze |
| 2014 | 5   | 6  | 5   | 16 Sitze |
| 2009 | 5   | 7  | 4   | 16 Sitze |
| 2004 | 5   | 7  | 4   | 16 Sitze |

- BL = Bürgerliste Zeltingen-Rachtig e. V.
- FWG = Freie Wählergemeinschaft Zeltingen-Rachtig e. V.

### Bürgermeister
Bianca Waters wurde am 19. Juni 2019 Ortsbürgermeisterin von Zeltingen-Rachtig. Bei der Direktwahl am 26. Mai 2019 war sie mit einem Stimmenanteil von 88,62 % gewählt worden. Bei der Direktwahl am 9. Juni 2024 wurde sie als einzige Bewerberin mit 80,4 % für weitere fünf Jahre wiedergewählt.
Der Vorgänger von Bianca Waters, Manfred Kappes, hatte das Amt 15 Jahre ausgeübt, war 2019 aber nicht erneut angetreten.

### Wappen
Die Schöffen von Zeltingen-Rachtig haben nachweislich vom Anfang des 15. bis Ende des 18. Jahrhunderts ein eigenes Siegel geführt, das im gespaltenen Schild vorne zwei gekreuzte Schlüssel und im Hintergrund ein durchgehendes schwarzes Kreuz aufweist.
Das schwarze Kreuz auf silbernem/weißen Grund ist das Wappen des Erzstiftes Köln, zu dem Zeltingen bis Ende des 18. Jahrhunderts gehörte. Die gekreuzten gelben/goldenen Schlüssel auf rotem Grund sind das Symbol des hl. Petrus.

### Gemeindepartnerschaften
Seit 1966 wird eine Partnerschaft mit Saint-Florentin (Yonne) in Frankreich gepflegt.
Weiterhin bestehen „freundschaftliche Kontakte“ zum Berliner Bezirk Reinickendorf.

## Kultur und Sehenswürdigkeiten

### Bauwerke
Das Ortsbild ist durch diverse historische Bauwerke geprägt. Hier sticht insbesondere die Kurfürstenstraße hervor. Diese ist die ehemalige Hauptgeschäftsstraße des Ortes.

### Dorfkultur

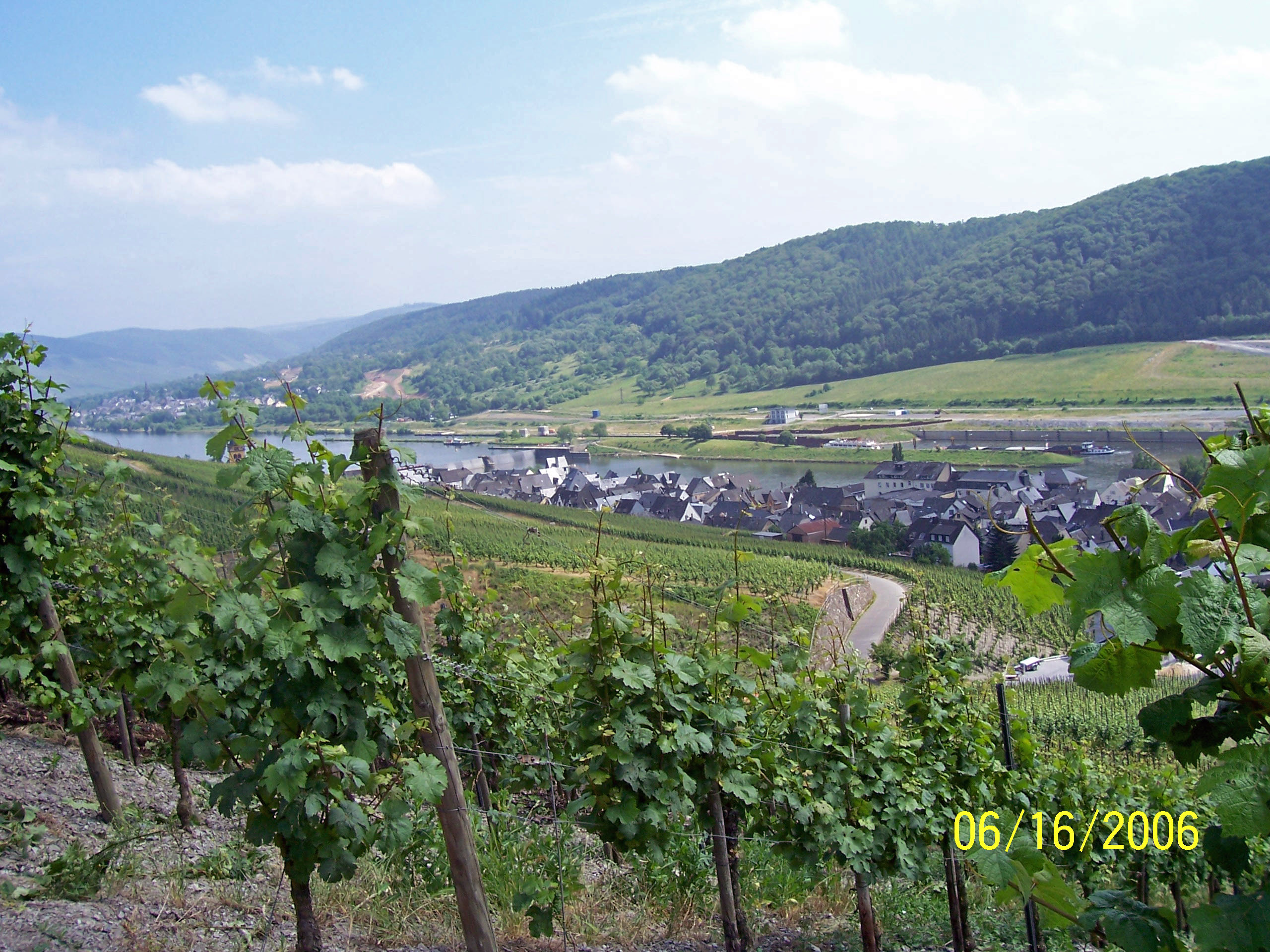
Zeltinger Weinberge

#### Weinbau
Das Gemeindeleben ist seit jeher vom Weinbau geprägt, und mit 133 Hektar Anbaufläche zählt die Gemeinde zu den größeren Weinorten an der Mittelmosel. Eine bekannte Weinlage am Ort ist die Einzellage „Zeltinger Sonnenuhr“; bei der Weinversteigerung der Winzervereinigung Bernkasteler Ring im September 2013 erzielte eine 2010er-Trockenbeerenauslese dieser Lage einen Flaschenpreis von 3.875 Euro. Weitere Weinlagen sind u. a. „Zeltinger Himmelreich“, „Zeltinger Schloßberg“ und „Zeltinger Deutschherrenberg“. Sämtliche Einzellagen auf Gemeindegebiet gehören – mit Ausnahme der Einzellage „Rotlay“, die zur Großlage „Schwarzlay“ gehört – zur Großlage „Münzlay“ innerhalb des Weinbaubereichs Bernkastel (Weinbaugebiet Mosel).
Bis heute sind in der Ortsgemeinde noch Weingüter ansässig. Diese bauen überwiegend Riesling an.

#### Kirche und Vereine
Zwei Pfarrgemeinden, die Freiwillige Feuerwehr sowie verschiedene musikalische, Sport- und andere Vereine prägen das kulturelle Dorfleben in Zeltingen-Rachtig. Unter anderem existiert mit der Rudergesellschaft Zeltingen, die zwei L4-Weltmeister und einen Olympiateilnehmer zu ihren Mitgliedern zählt, ein erfolgreicher Ruderverein.

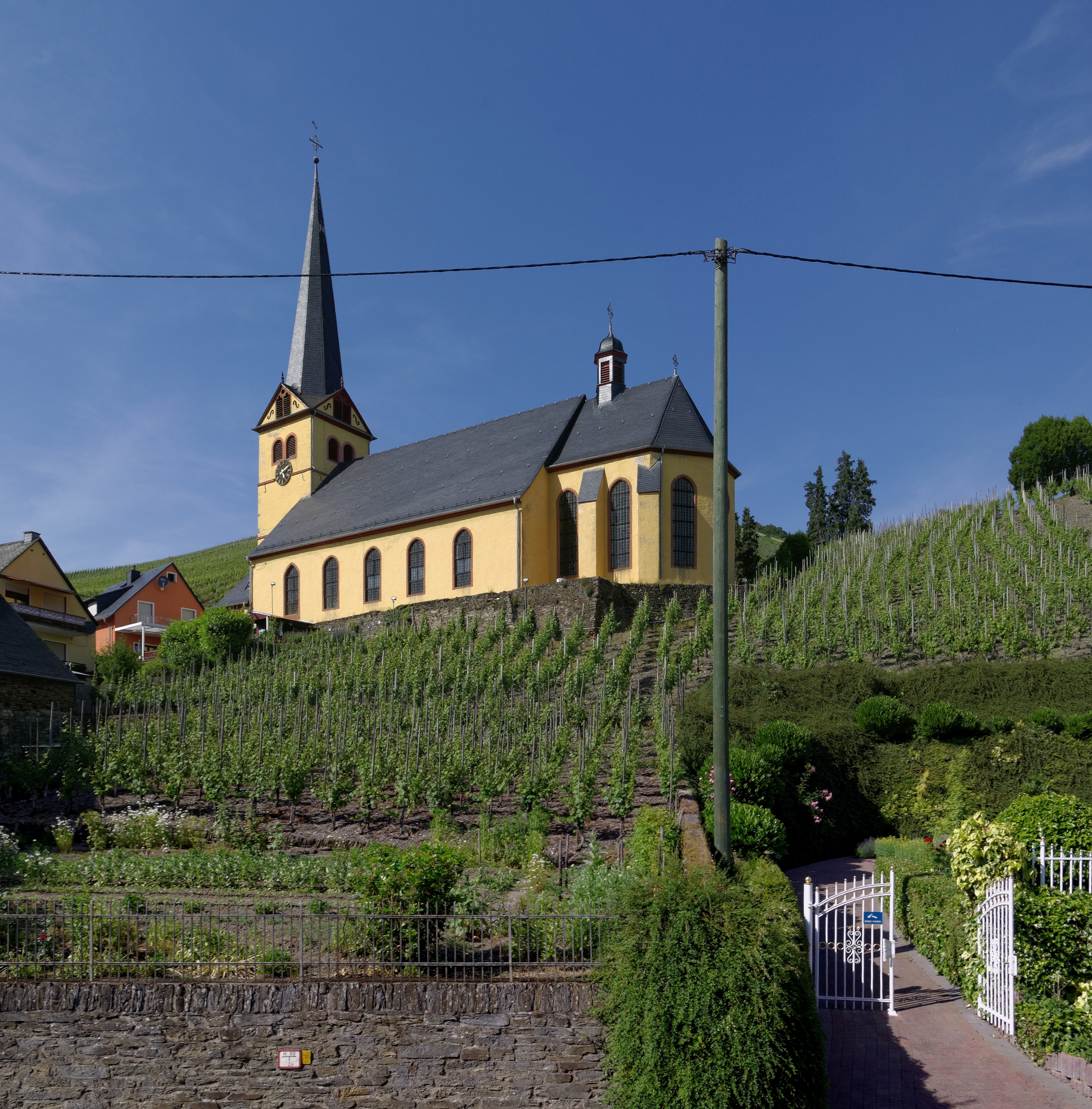
Katholische Pfarrkirche St. Stephan
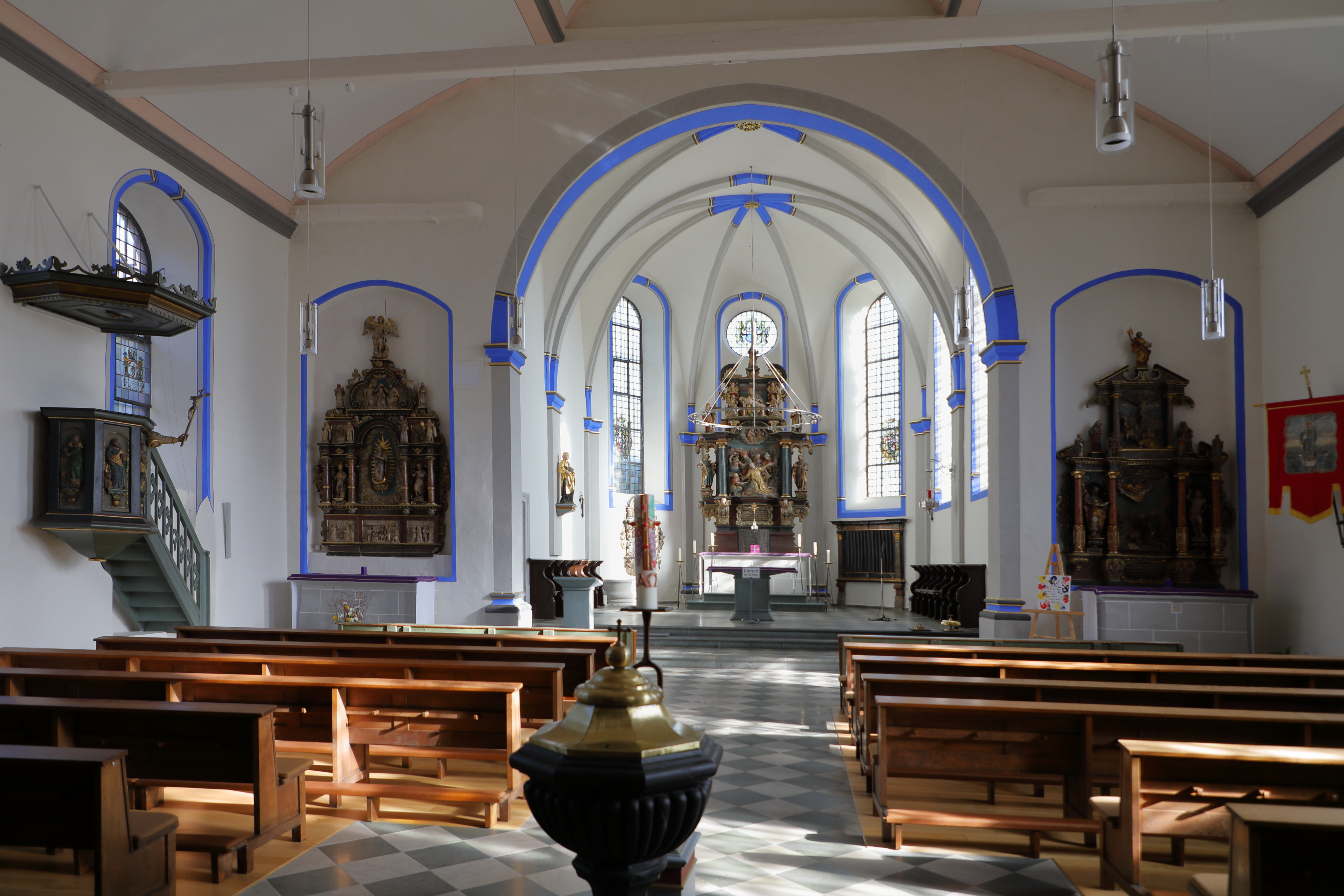
Innenraum von St. Stephan

#### Wanderweg
Der rund sieben Kilometer lange Kulturweg „Von Kurköln zu den Deutschherren“ gibt auf vielen Infotafeln Auskunft über das Leben in der Moselgemeinde in früheren Zeiten. Er führt durch beide Ortsteile sowie mehrere Weinlagen der Ortsgemeinde. Weitere Wanderwege sind der Deutschherrenweg, der Weinlagenweg und der Moselsteig, der hier von Bernkastel kommend die Mosel quert.

### Regelmäßige Veranstaltungen
Regelmäßig finden Heimat- und Weinfeste statt. Höhepunkte sind die Zeltinger Weinkirmes mit der großen öffentlichen Mittelmosel-Riesling-Weinprobe und die Rachtiger Weinkirmes mit Montagsmarkt. Zudem finden das Weinhöfefest und die Tage der offenen Weinkeller sowie die Wein- und Straßenfeste in beiden Ortsteilen statt. Zahlreiche Konzerte, Tanzabende und sonstige Veranstaltungen bieten den Einwohnern wie ihren Gästen ein großes Unterhaltungsspektrum. Die Operette „Zeltinger Himmelreich“ von Werner Stamm wird alle zwei Jahre (zuletzt 2017) von über 100 Laiendarstellern auf dem historischen Marktplatz von Zeltingen aufgeführt; dabei sind überwiegend Mitbürgerinnen und Mitbürger aus Zeltingen-Rachtig aktiv.

## Wirtschaft und Infrastruktur
Der Weinbau und der Tourismus spielen eine bedeutende wirtschaftliche Rolle. Eine Nahversorgung ist gewährleistet: Bäckerei, Lebensmittelhandel, Arztpraxen, Hotels, mehrere Gaststätten sowie Postagentur und eine Bankfiliale befinden sich im Ort. Die Gemeinde verfügt außerdem über einen Kindergarten, Schwerpunktschule, Wohnmobilstellplatz, Minigolfplatz, Boccia und Boule, Wassertretbecken, Moselparkanlagen und einen Sportplatz. Im Ort gibt es mehrere Hotels, Restaurants sowie zahlreiche gewerbliche und private Zimmervermieter mit 906 Gästebetten (Stand: Juli 2015). Ferner befindet sich seit 1998 der Hauptsitz des international agierenden Musikunternehmens Prophecy Productions in Zeltingen-Rachtig.

### Verkehr
Zwischen Zeltingen-Rachtig und Wehlen befindet sich die Staustufe Zeltingen, die erste Staustufe an der Mosel mit zwei Schiffs-Schleusen. Zeltingen-Rachtig liegt an der Bundesstraße 50 und der Bundesstraße 53. Bis zur Autobahn A1/Autobahn A48 sind es 10 Kilometer, zur Autobahn A60 12 Kilometer. Unmittelbar in Zeltingen-Rachtig ist außerdem der Hochmoselübergang der Bundesstraße 50. Die Moselquerung wurde im November 2019 fertiggestellt. Die Moselbrücke Zeltingen-Wehlen aus dem Jahre 1929 verbindet Zeltingen mit Wehlen etwa auf der Höhe von Kloster Machern.
Die Ortsgemeinde zählt zum Verkehrsverbund Region Trier (VRT).
Nordwestlich im Gemeindegebiet verläuft die Moselstrecke zwischen Bahnhof Ürzig DB und Wengerohr/Wittlich Hbf.

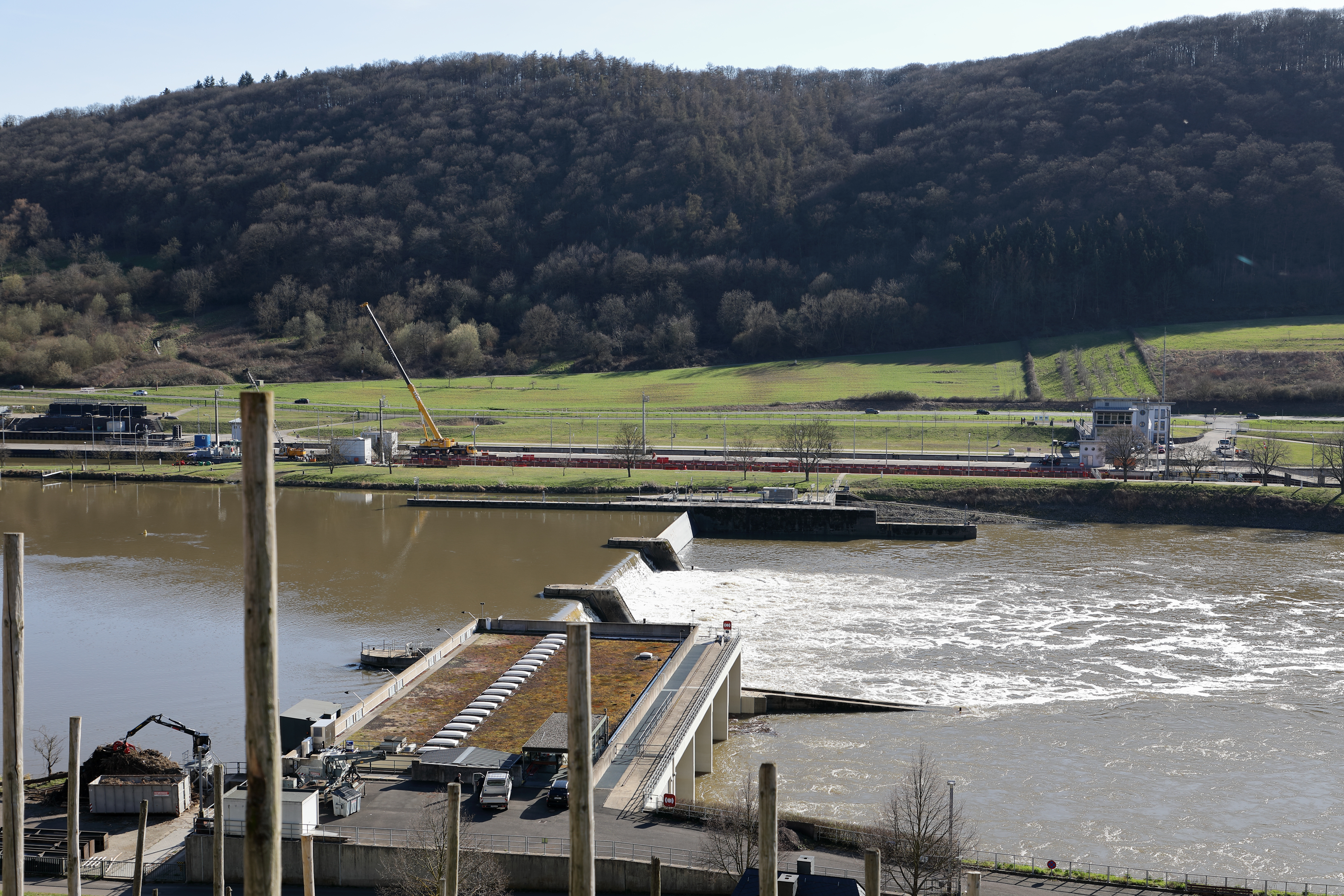
Die Mosel-Staustufe bei Zeltingen
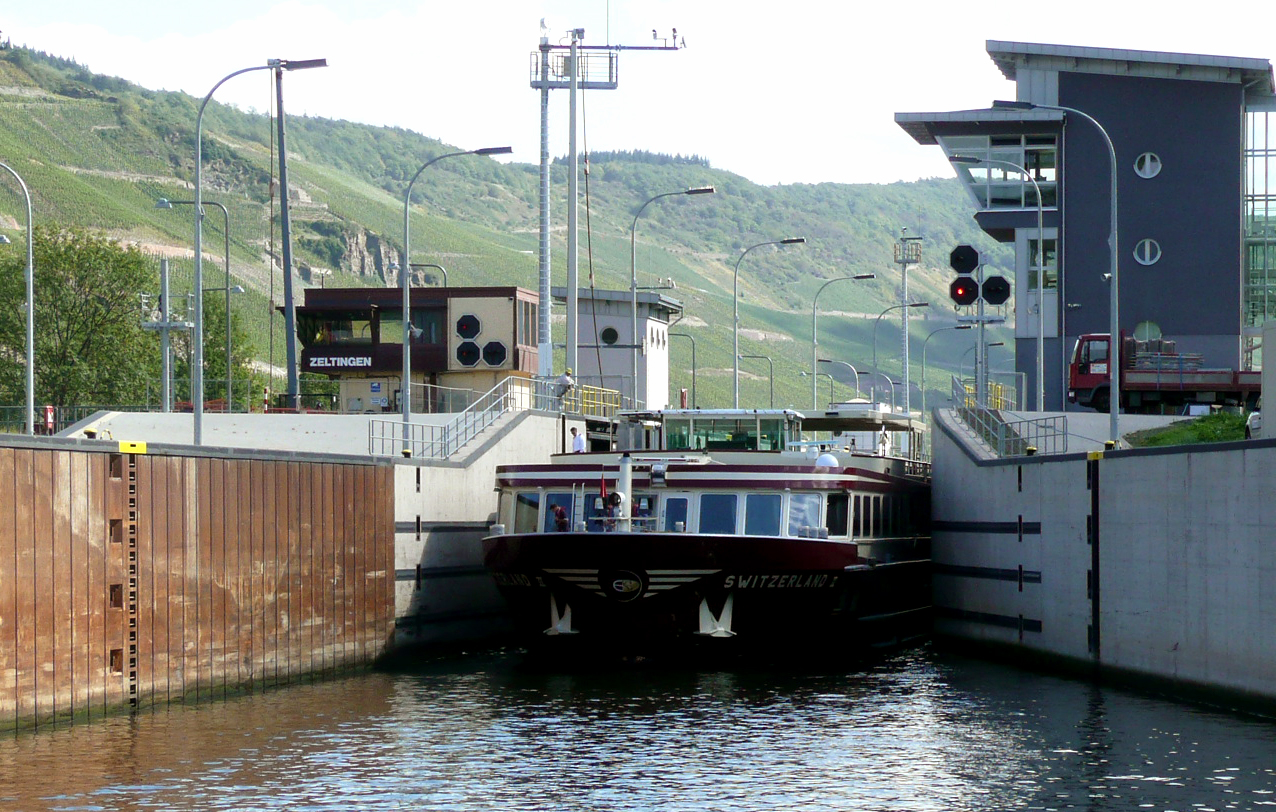
Schleuse
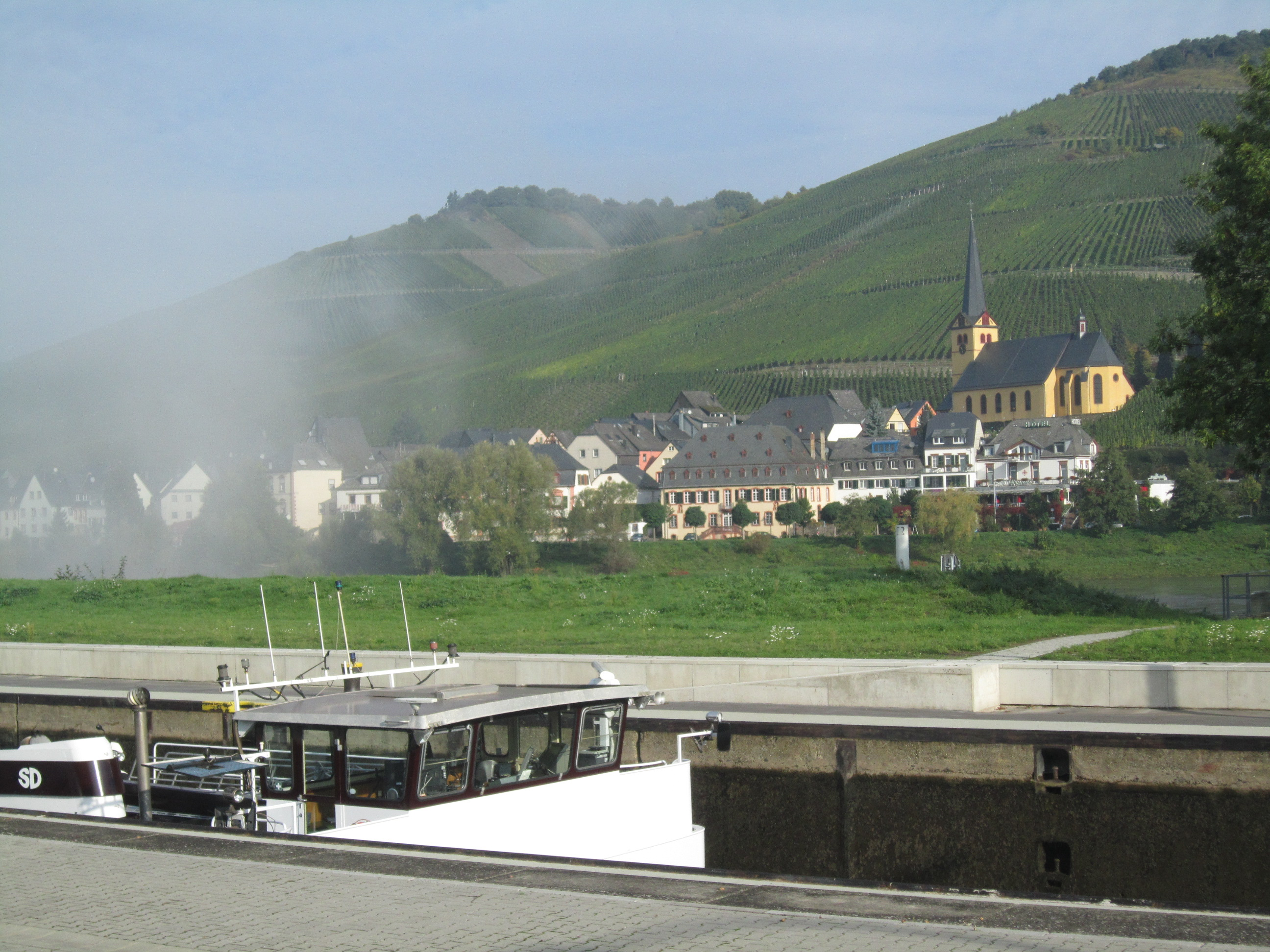
Blick nach Zeltingen
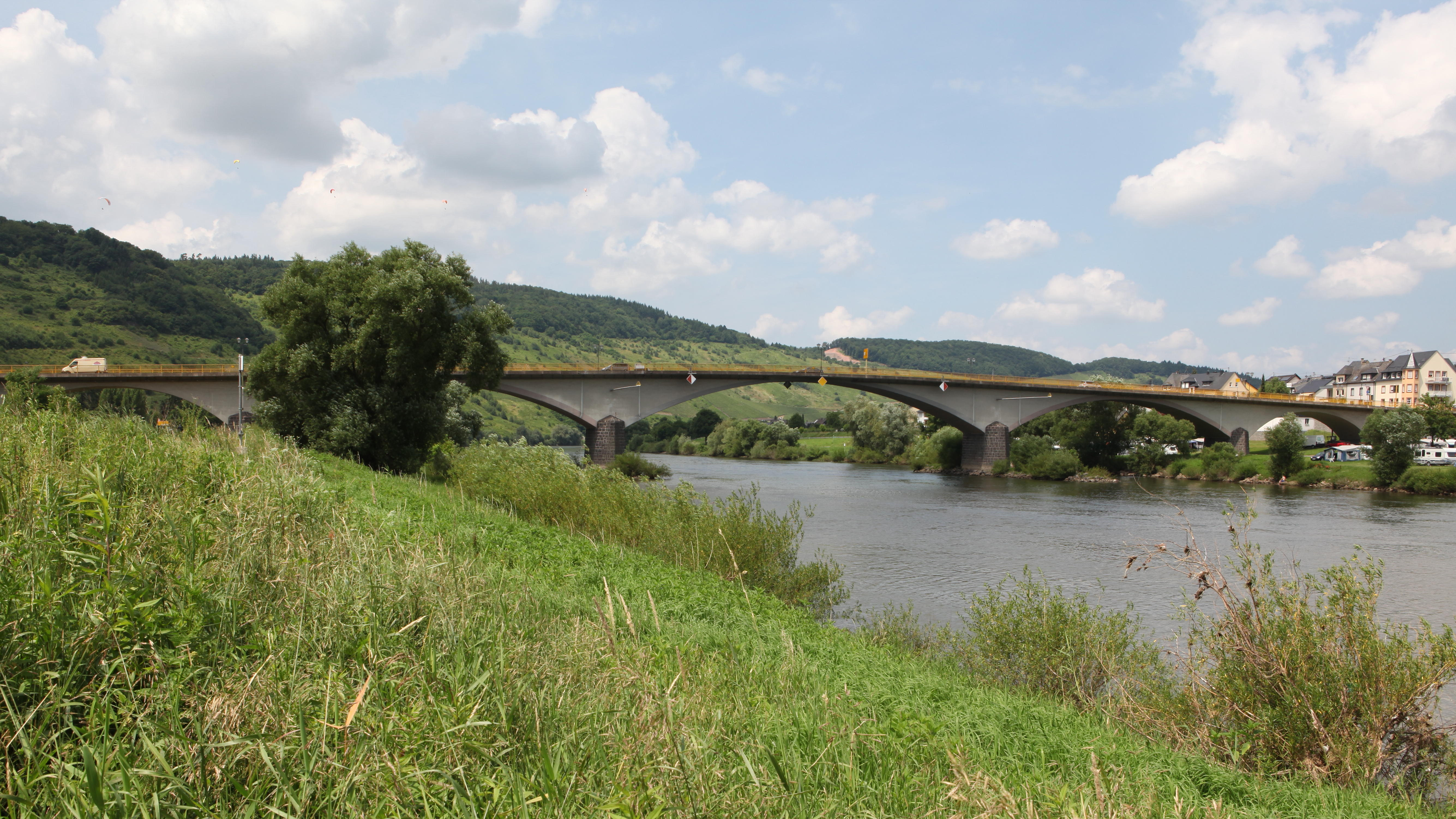
Moselbrücke zwischen Zeltingen und Wehlen

## Persönlichkeiten
- Ein bedeutender lokaler Kunstmäzen war der aus Rachtig gebürtige Deutschordenspriester Johann Peter Glesius (1679–1762). Unter ihm kam es zum Neubau der Pfarrkirche und des Pfarrhofes in Rachtig; eine Straße im Ortsteil Rachtig ist nach dem kunstsinnigen Barockprälaten benannt.
- Im Juni 1715 wurde in Zeltingen der Arzt Johannes Petrus Ehlen († 22. August 1785 in Würzburg) geboren. Er studierte in Trier und Straßburg, war Chefarzt am Krankenhaus des Würzburger Juliusspitals, Erster Leibarzt des Fürstbischofs und „Professor praxeos“ der Medizinischen Fakultät.[11][12]
- Johann Baptist Grach (* 21. März 1793 in Trier; † 5. Januar 1851 in Zeltingen) war ein Sohn des vermögenden Weingutbesitzers und langjährigen Trierer Stadtbeigeordneten Emmerich Grach und dessen Ehefrau Maria Anna, geb. Welcken. Grach war Weingroßhändler, Gutsherr und Abgeordneter in der Preußischen Nationalversammlung.
- In Zeltingen wurde der Bariton und Regisseur Franz Porten geboren, der Vater der frühen Filmstars Rosa und Henny Porten.
- Im Ortsteil Zeltingen wuchsen die Brüder Jost und Matthias Schömann-Finck auf. Im August 2009 wurden die damals 26- und 30-Jährigen zusammen mit den Zwillingen Jochen und Martin Kühner aus Saarbrücken Ruder-Weltmeister im Leichtgewichts-Vierer (Vierer ohne Steuermann).
- Stephan Ehses, katholischer Kirchenhistoriker (* 9. Dezember 1855 in Zeltingen/Mosel als Sohn eines Winzers; † 19. Januar 1926 in Rom), römisch-katholischer Priester, Pfarrer, Forscher und Gelehrter, Prälat und Direktor des Roemischen Institutes der Görresgesellschaft von 1895 bis 1926.
- Aus Zeltingen stammt August Glesius (* 2. Juli 1903; † 25. März 1963 in Edenkoben). August Glesius arbeitete zunächst als Landwirtschaftlicher Berufsschuloberlehrer und übernahm später als Diplom-Weinbaudirektor das elterliche Weingut. Von 1955 bis zu seinem Tode war er für die FDP Rheinland-Pfalz Mitglied des Rheinland-Pfälzischen Landtages.
- Am 12. Januar 1915 wurde der Frauenarzt Karl Knörr geboren, der als Professor in Tübingen und Ulm wirkte.[13]
- Paul Schädler (* 24. März 1930 in Zeltingen; † 2. Juli 2025), Jurist und Politiker (CDU), war Landrat des Kreises Ludwigshafen und Regierungspräsident von Rheinhessen-Pfalz.
- Stefan Schmitz (* 1943 in Zeltingen), römisch-katholischer Theologe und Autor.
- Inge Schwaab (heute Inge Heidenreich-Schwaab) wurde am 17. August 1963 zur Weinkönigin Mosel-Saar-Ruwer und am 28. August 1963 zur Deutschen Weinkönigin 1963/1964 gewählt.